# Frano Karač
Frano Karač, född 4 juni 1977 i Dubrovnik, är en kroatisk vattenpolospelare. Han spelar för VK Zadar 1952.
Karač ingick i Kroatiens herrlandslag i vattenpolo vid världsmästerskapen i simsport 2009 och 2011.
Karač tog EM-guld i samband med EM 2010 i Zagreb.